# Alfonso Falero
Alfonso Falero (Granada, 1959) és un estudiós del Japó expert en la història del pensament japonès i la religió sintoista. Alfonso Falero va obtenir una llicenciatura en filosofia a la Universitat de Granada (Espanya) el 1981. Se'n va anar al Japó, i hi va viure des del 1984 fins al 1986, treballant en diferents camps. Després de tornar a Europa, va tornar al Japó i per un període comprès entre 1990 i 1998 va estudiar l'idioma japonès a la Universitat d'Osaka d'Estudis Estrangers, i més tard, sintoisme a Kokugakin de Tòquio. En aquesta Universitat es va doctorar amb una tesi escrita en llengua japonesa (la idea cristiana i el sintoisme del pecat ("tsumi"), un enfocament comparatiu). Es va convertir en el primer espanyol a obtenir un títol estranger com una universitat japonesa en aquest camp d'estudis. El seu assessor va ser el professor Kenji Ueda (上 田 賢治), el més prestigiós erudit d'estudis shintō.
Quan va tornar al seu país natal va esdevenir cap i fundador de la Secció d'Estudis Orientals de la Universitat de Salamanca. El seu treball a la Universitat de Salamanca se centra en la història del pensament japonès, del sintoisme i la literatura japonesa. Ha publicat:
- Aproximación a la cultura japonesa (Salamanca, 2006).
- Aproximación al Shintoísmo (Salamanca, 2007).
- Ensayos de estética y hermenéutica: iki y furyu (Kuki Shuzo) (València, 2007).
- Aproximación a la literatura clásica japonesa (Salamanca, 2014).